# William Edwards (Architekt)
William Edwards (* Februar 1719 in Eglwysilan, Glamorgan; † 7. August 1789) war ein walisischer Methodistenpfarrer, der auch als Steinmetz, Architekt und Brückenbauer tätig war.
Edwards wurde in Eglwysilan, Glamorgan, geboren und begann im Alter von 22 Jahren zu predigen. Im Jahr 1745 wurde er einer der Pfarrer der neuerbauten Kirche der Union of Welsh Independents in dem Dorf Groeswen bei Caerphilly. Dieses Amt behielt er bis zu seinem Tod bei, beigesetzt wurde er auf dem Friedhof der Eglwysilan-Kirche.

## Bekannte Brücken

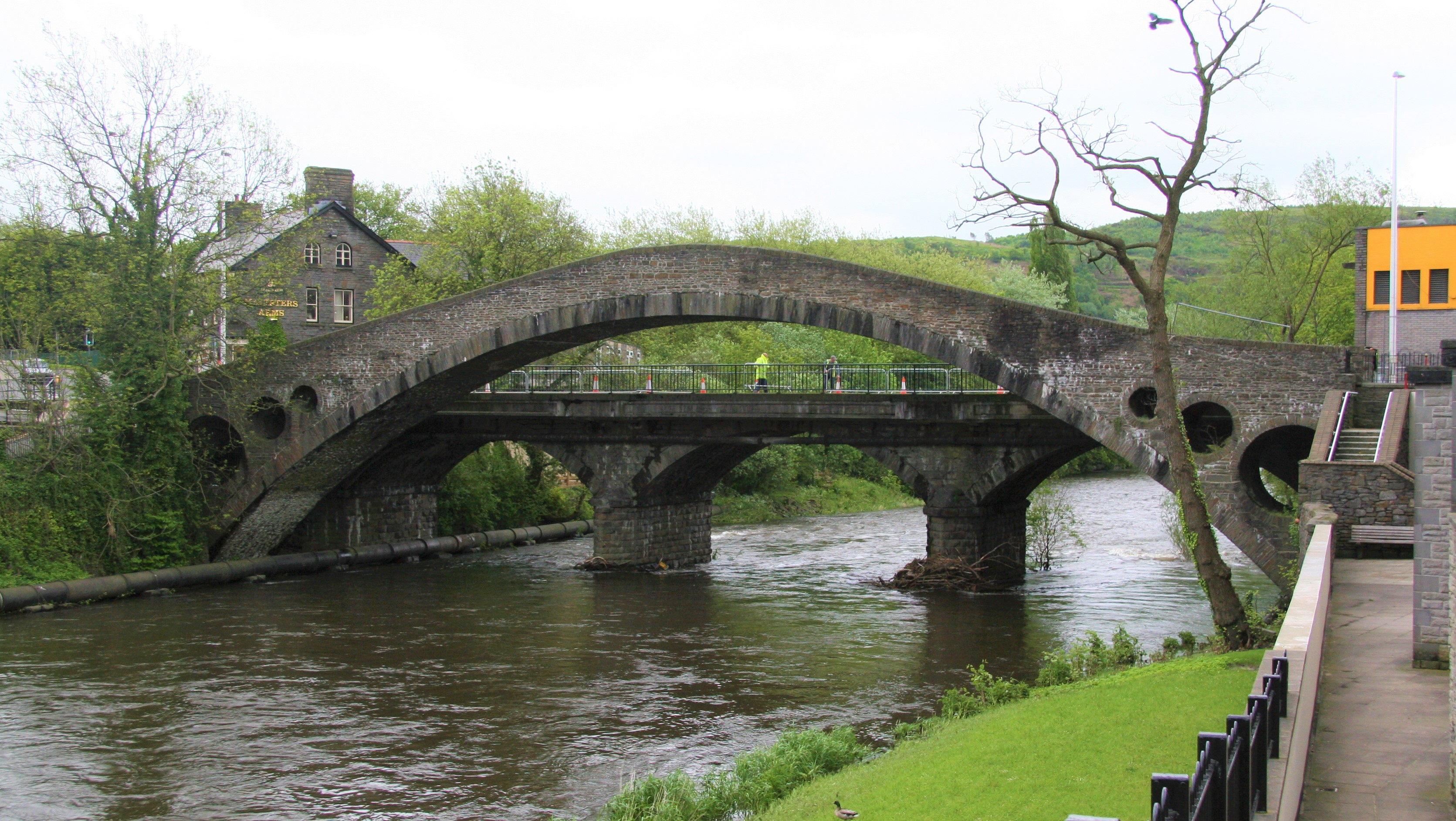
Alte und neue Brücke in Pontypridd, Wales

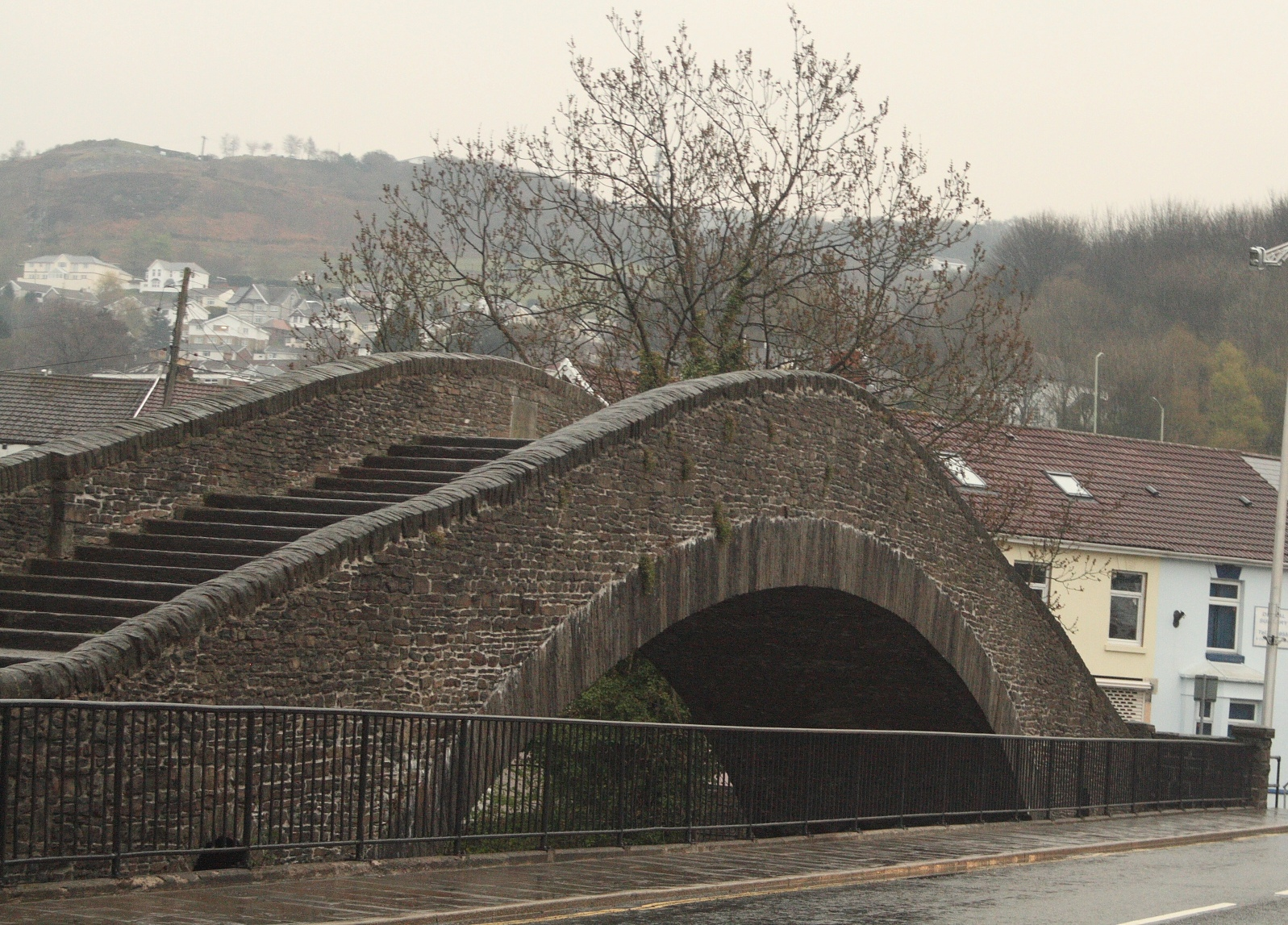
Die alte Bogenbrücke in Pontypridd, Wales

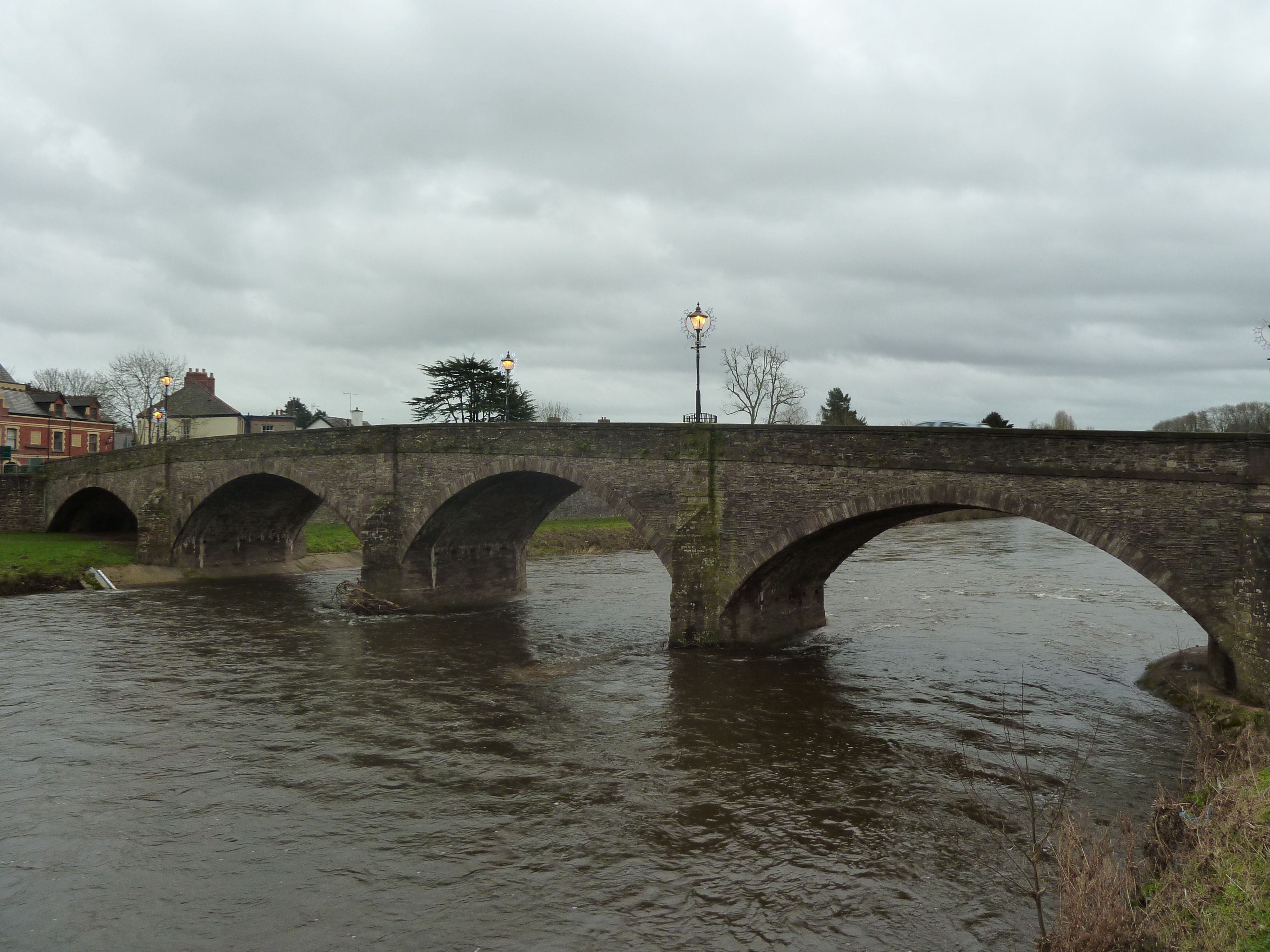
Usk Bridge

Edwards’ bekannteste Konstruktion ist die Old Bridge bei Pontypridd, erbaut zwischen 1746 und 1754. Der Bauvertrag beinhaltete eine Garantieklausel, und Edwards konstruierte nacheinander drei Brücken am selben Platz, wobei nur die letzte davon den reißenden Fluten des Flusses Taff widerstand. Mit einer Spannweite von 43 m war die Brücke seinerzeit die kühnste Gewölbebrücke Großbritanniens. Edwards’ Erfolgsgeheimnis war, das Gewölbegewicht in den unteren Gewölbevierteln durch zylindrische Aussparungen zu reduzieren und im Scheitelbereich durch Übermauerung zu erhöhen. Die daraus resultierende Konstruktion steht heute noch, wenngleich eine andere Brücke daneben den modernen Verkehr befördert. Die Brücke wurde 1755 eröffnet und feierte ihren 250. Geburtstag im Jahr 2005.
Edwards baute auch Brücken in Aberafan, Betws, Cilycwm Pontardawe und Usk und war verantwortlich für den Bebauungsplan von Morriston, der ersten geplanten Arbeitersiedlung in der Nähe von Swansea.